# そのまんま東のバーチャル情報局
『そのまんま東のバーチャル情報局』（そのまんまひがしのバーチャルじょうほうきょく）は、1992年10月6日から1993年7月6日までテレビ東京系列局で放送されたテレビ東京製作のバラエティ番組（ゲーム番組）。放送時間は毎週火曜 18:00 - 18:30 (JST) 。

## 概要
PCエンジンおよび同機向けのゲームソフトを主題に据えていた番組である。前番組『聖PCハイスクール』がゲームファン向けというよりも女性アイドルファン向けの内容になっていたため、この番組で低年齢層の「子供向け」路線へと軌道修正された。
放送開始当初はコーナーの段取を固定化し、番組前半を当時話題に上っていた流行物を紹介する「バラエティー枠」に、後半をPCエンジン関連の情報を紹介する「ゲーム枠」にと完全に半分ずつに分けていた。その結果、ゲーム関連の情報を取り扱う時間が大幅に増え、スポンサーの意向に沿う形になった。しかし、次第にゲーム枠をバラエティー枠で挟んだり、その逆もあったりと徐々に番組構成にばらつきが出始め、ついにはほぼ全編バラエティー枠で、ゲーム枠はおまけ程度しかない回までもが登場した。回を重ねるごとに『聖PCハイスクール』時代と同様かそれ以上にゲーム番組とは呼べない内容へと変わっていき、苦心してメインに返り咲かせたゲーム枠が無きに等しい状態にまで陥った。
その後、番組はメインスポンサーの交代に伴い、放送開始から1年足らずで次番組『そのまんま東のバーチャルZ』へとリニューアルした。
なお、この番組がタイトルに冠していた「バーチャル」とは語が持つ本来の意味ではなく、「面白いこと、楽しいことの総称」の意味合いとされていた。

## 出演者
- そのまんま東 - 総合司会・番組全体の進行役を担当。
- 花島優子 - アシスタント・司会進行を担当していたほか、「バーチャルファイル」のリポーターも兼任していた。
- 渡辺浩弐 - 新作ソフト紹介コーナーを担当。別のコーナーにもコメンテーターのような役割で不定期出演していた。
- 広井王子 - 「Vジャンプ放送局」を担当。同コーナー以外には一切出演していなかった。
- 難波圭一 - ナレーター。声のみの出演。
- この他に、子役の照井あゆやその他数人の子役たちが「バーチャルファイル」のリポーターとして準レギュラー出演していた。

## コーナー

### バラエティー枠
バーチャルファイル
当時の流行物をジャンルを問わずに数項目ずつ挙げていたコーナーで、リポーターがそれらを実際に体験して紹介し、司会とその他の出演者たちがクイズを交えながらフリートークを展開していた。初期においてはクイズに正解しても特典は何も無かったが、子役がパネラーに固定されてからは「そのまんま君人形」が登場し、正解するとその頭に貼り付ける「毛」が与えられ、9個揃えると髪の毛が完成し、豪華賞品が貰えるという振れ込みで行われるようになった。しかし、誰も髪の毛を揃えられないまま次第にクイズは忘れられていき、体験レポートおよび登場した玩具の実践やフリートークなどを行うコーナーへと変わっていった。

### ゲーム枠
両コーナーともに、バラエティー枠とは別収録で行われていた。
新作紹介コーナー（固有コーナー名無し）
前身番組群と同様に、渡辺浩弐が新作ゲームソフトなどを紹介していたコーナー。紹介内容はPCエンジン関連の情報に限られていた。
Vジャンプ放送局
広井王子と編集部の人員の2人で当時創刊されたばかりの月刊誌『Vジャンプ』を軸に、『天外魔境』シリーズや発売間近の対戦型格闘ゲームなどを紹介。ゲーム枠の一部だったが、ゲームとは全く関係の無い誌面の宣伝に終始することもあった。また、話の内容は関係者にしか理解できない「内輪ネタ」が大半で、コーナーの名を借りた「大人の談笑」の面が強く、視聴者層の子供には理解が難しい自己満足的な内容が多かった。

## スタッフ
- 構成：見崎新吾
- ブレーン：海老かつや(現・海老克哉)、渡辺浩弐、加藤智久
- SW：吉田政勝
- 撮影：築舘寛
- VE：田中克則
- 音声：武下一成
- 照明：秋元洋子
- 編集：西沢光紀
- MA：堤智浩（クロステレビ）
- 音効：柳原英博（佳夢音）
- 技術協力：クロステレビ、IMAGICA
- 美術制作：北林福夫
- デザイン：金子隆
- 美術進行：菊地正人
- 美術協力：フジアール
- スタイリスト：加藤寛子、鈴木玲子
- 協力：GTV 北山健司、守木吾郎
- ディレクター：矢吹光正
- プロデューサー：田中智子（テレビ東京）、矢島浩（OCTOPUS）、北村雅弘（4/g）
- 製作：テレビ東京、4/g FOR GRUM VISUAL DEPARTMENT

## エピソード
- 東が進行中所々でギャグやダジャレを入れるが、出演陣が子供ということもあってか理解されずに苦笑いされることが多かった。花島も初期は「オイ、オヤジ!」と突っ込み東が恐縮する流れだったが、番組後期においては花島に完全にスルーされることが多くなっていた。
- 番組開始当初は視聴者参加らしき子供たちがパネラーとして参加していたが、いつしか子役3人に固定されていった。「サーシャ」と呼ばれるハーフの男の子がおり、時折話題の内容に興奮してかひとり暴走し、東がたしなめる場面が見受けられた。
- バーチャルファイルのクイズでの「豪華賞品」が何だったかは明らかにされなかった。しかし東が、「とにかくスゴイ」「お子様はなかなか買えない物」「（スタッフの耳打ち後）テレビも見られるの?」と毎回小出しに特徴のみを挙げていた。
- スキー場での収録の回にて、出演陣各々がインストラクター指導の元で練習し、最後にスラロームのタイムを競う対決企画があった。他の出演者はみな順調に競技を終えたが、東の思いつきで急遽参戦することになった渡辺はろくに練習もできず、ぶっつけ本番で臨むも、スラロームを全くせずに直滑降で滑り、飛出し防止ネットへ猛スピードで頭から突っ込んで大クラッシュした。顔には薄く赤い網目がつき、鼻にティッシュを詰めている様子までは放送されたが、出演陣が揃って番組を締めくくる中、渡辺だけ登場しなかった。
- バーチャルファイルにて「腕時計型カメラ（スパイカメラ）」という、当時はまだ珍しかった1万円超の玩具が紹介されたことがあった。東はまず値段の高さに驚き、続いて「何に使うの?写真なら普通のカメラで撮れば良いのに」と小声でコメントした。花島が「色々使い道があるんですよ、きっと」と慌ててフォローするも、「友達を隠し撮りってどういうことよ」とかなり困惑した様子で「悪用しちゃいけません」と真顔で語り、微妙な雰囲気のままコーナーを閉め、別撮りのゲーム枠へと移った。これは東が購買層は大人だろうと判断、子供向け番組で紹介することへの疑問からと推測される。しかし、この東の予想外な大人の反応に最初は興味津々だったサーシャは唖然としてしまい、番組終盤で感想を聞く場面でも萎縮していて、受け答えもぎこちなかった。また、終了直前に皆が手を振ってお別れする中、1人うつむき気味だった。
- 照井が出演の際には、母親が必ずスタジオの片隅に同席していた。照井が「目標にしている芸能人は?」との問いに「宮沢りえさんです」と答え、東が「だからママも一緒なのね」と返した受け答えをきっかけに照井がアイドル扱いを受けるようになるとともに、母親の存在が視聴者に認識されるようになった。出演者やナレーターからは「あゆママ」と呼ばれハンカチで口元を隠し、スタジオのドア付近に陣取る様子が時折放送されていた。東が照井に何らかの質問をする際には、（画面外の）あゆママに「これでよろしかったでしょうか?」と確認するネタも生まれた。
- 対して照井は、回を重ねるごとに「漢字の読み書きにうとい」「学校で習っているはずの事を知らない」「問題の意図とはかけ離れた回答をする」といった天然ボケ的な特徴が出始め、アイドルから一転“おバカさん”キャラの扱いに変わっていった。あまりにひどい場合は、「ちょっとお母さん!おたくの教育は…」と東があゆママに突っ込みを入れることもあった。
- 照井が「ブラジャーは何歳くらいから着けた方が良いか」という話題をレポートした回があった。照井自身は当時まだブラジャーをした事が無く、初めての試着がVTRで流された。ただし、着替えている姿を映すことはできないため、更衣室のドアと壁を外から定点撮影するというものだった。照井たちやナレーターの声は流れるものの、テロップ等は入らず。結果、動くものは冒頭で更衣室に入っていく照井とスタイリスト、途中で様子を見に行くあゆママのみだった。BGM等も全く無く、ほぼ静止画の、現在なら放送事故とも取られかねない映像が数分間放送された。なお、このVTRは男性出演陣には好評で、東は「すごく好きなVですね」とコメント、渡辺は再生中「みんな静かにして!聞こえないから!」と周りを制していたとのこと。

| テレビ東京系列 火曜18:00枠 | テレビ東京系列 火曜18:00枠     | テレビ東京系列 火曜18:00枠 |
| 前番組                     | 番組名                         | 次番組                     |
| -------------------------- | ------------------------------ | -------------------------- |
| 聖PCハイスクール           | そのまんま東のバーチャル情報局 | そのまんま東のバーチャルZ  |